# Karl Adolf Brakel

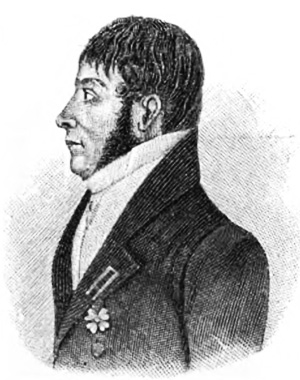
Karl Adolf Brakel.

Karl Adolf Brakel, född den 30 mars 1774 i Nokia i Finland, död där den 21 augusti 1861, var en finsk militär.
Karl Adolf Brakel tillhörde adelsätten Brakel och var son till Otto Mauritz Brakel. Han var far till Carl Gustaf Brakel.
Brakel deltog i ryska kriget (1788–90) och finska kriget (1808–09). Han utnämndes 1789 till fänrik vid Björneborgs regemente, blev 1804 löjtnant och 1809 kapten, och med den graden fick han avsked från svenska armén. 1819 fick han en rysk majorstitel. 
På sin ålderdom skrev han ned minnen från fälttågen och lät redan under sin livstid åtskilliga författare använda dessa anteckningar. Efter Brakels död utgavs minnesanteckningarna i sin helhet.
Han omnämns i Johan Ludvig Runebergs Döbeln vid Jutas.